# العلاقات الإثيوبية الفرنسية
العلاقات الإثيوبية الفرنسية هي العلاقات الثنائية التي تجمع بين إثيوبيا وفرنسا.

## مقارنة بين البلدين
هذه مقارنة عامة ومرجعية للدولتين:
| وجه المقارنة                                              | إثيوبيا                        | فرنسا                                                    |
| --------------------------------------------------------- | ------------------------------ | -------------------------------------------------------- |
| المساحة (كم2)                                             | 1.10 مليون                     | 643.80 ألف                                               |
| عدد السكان (نسمة)                                         | 104.96 مليون                   | 67.12 مليون                                              |
| الكثافة السكانية (ن./كم²)                                 | 95.42                          | 104.26                                                   |
| العاصمة                                                   | أديس أبابا                     | باريس                                                    |
| اللغة الرسمية                                             | اللغة الأمهرية                 | لغة فرنسية                                               |
| العملة                                                    | بير إثيوبي                     | يورو، فرنك س ف ب، فرنك فرنسي، Livre tournois ‏            |
| الناتج المحلي الإجمالي (بليون دولار)                      | 80.56 مليار                    | 2.58 تريليون                                             |
| الناتج المحلي الإجمالي (تعادل القوة الشرائية) بليون دولار | 161.90 مليار                   | 2.87 تريليون                                             |
| الناتج المحلي الإجمالي الاسمي للفرد دولار أمريكي          | 619                            | 36.20 ألف                                                |
| الناتج المحلي الإجمالي للفرد دولار أمريكي                 | 1.50 ألف                       | 39.33 ألف                                                |
| مؤشر التنمية البشرية                                      | 0.442                          | 0.888                                                    |
| رمز المكالمات الدولي                                      | +251                           | +33                                                      |
| رمز الإنترنت                                              | .et                            | .fr، .bzh ‏، .tf، .re، .wf، .yt، .pm، .paris              |
| المنطقة الزمنية                                           | ت ع م+03:00، توقيت شرق أفريقيا | أوروبا/باريس ‏، توقيت وسط أوروبا، توقيت وسط أوروبا الصيفي |

## منظمات دولية مشتركة
يشترك البلدان في عضوية مجموعة من المنظمات الدولية، منها:
| علم المنظمة | اسم المنظمة                        | تاريخ انضمام إثيوبيا | تاريخ انضمام فرنسا |
| ----------- | ---------------------------------- | -------------------- | ------------------ |
|             | الاتحاد البريدي العالمي            | ?                    | ?                  |
|             | مؤسسة التنمية الدولية              | 11 أبريل 1961        | 30 ديسمبر 1960     |
|             | منظمة حظر الأسلحة الكيميائية       | ?                    | ?                  |
|             | الأمم المتحدة                      | 13 نوفمبر 1945       | 24 أكتوبر 1945     |
|             | وكالة ضمان الاستثمار متعدد الأطراف | 13 أغسطس 1991        | 28 ديسمبر 1989     |
|             | منظمة الشرطة الجنائية الدولية      | ?                    | ?                  |
|             | مؤسسة التمويل الدولية              | 20 يوليو 1956        | 20 يوليو 1956      |
|             | البنك الدولي للإنشاء والتعمير      | 27 ديسمبر 1945       | 27 ديسمبر 1945     |
|             | الاتحاد الدولي للاتصالات           | 20 فبراير 1932       | 1866               |
|             | البنك الإفريقي للتنمية             | ?                    | ?                  |
|             | الفريق المعني برصد الأرض           | ?                    | ?                  |
|             | يونسكو                             | 1 يوليو 1955         | 4 نوفمبر 1946      |

## وصلات خارجية
- موقع وزارة الخارجية الإثيوبية
- موقع وزارة الخارجية الفرنسية